# André Hoffmann (acteur)
Pour les articles homonymes, voir André Hoffmann et Hoffmann.
André Hoffmann (Thionville, 22 mai 1810 - Paris 11e, 14 février 1861) est un acteur français et un directeur de théâtre.

## Biographie
André Hoffmann est né à Thionville le 12 mai 1814, et il vient à Paris avec ses parents en 1819. Sa mère exerce la profession de donneuse d'eau bénite à Notre-Dame de Lorette, et lui fait un apprentissage de menuisier.
Il apparaît comme comédien au Théâtre des Variétés sous le nom d'André. Peu après, en 1832, il accepte un engagement pour le Théâtre-Français de Rouen, où il reste sept années. Il revient à Paris en 1839, où il trouve un engagement au Théâtre de la Renaissance.
Il apparaît entre autres dans les pièces suivantes :
- Rendez donc service !, comédie-proverbe en un acte de Ferdinand de Villeneuve et Michel Masson, le 16 septembre 1839[5]
- Revue et corrigée, comédie-vaudeville en un acte d'Amable de Saint-Hilaire, le 11 octobre 1839[5]
- Clotilde, drame en cinq actes de Frédéric Soulié, reprise le 22 janvier 1840
- Le Mari de la fauvette, vaudeville en un acte de Ferdinand de Villeneuve, Xavier Veyrat et Angel, le 6 février 1840

Il retourne au Théâtre des Variétés le 4 septembre 1843 pour la création du Trombone du régiment, une comédie-vaudeville en trois actes de Charles Dupeuty, d'Eugène Cormon et de Saint-Amand. Ses emplois étaient principalement des rôles de comique, capable également de chanter des chansonnettes comiques, comme dans La gardeuse de dindons, comédie-vaudeville en trois actes d'Edmond de Biéville et d'Armand d'Artois, où il joue en 1845 le rôle d'Hermann. Il imite aussi à ravir les Anglais. Dans la tournée de 1845, il joue dans :
- Les Anglais en voyage, vaudeville en un acte d'Ernest-Georges Petitjean ;
- Indiana et Charlemagne, vaudeville en un acte de Bayard et Dumanoir ;
- Bruno le fileur, comédie-vaudeville en deux actes des frères Cogniard ;
- La Sœur de Jocrisse, vaudeville en un acte d'Antoine Varner et de Félix Duvert ;
- Christophe ;
- Les Trois dimanches, vaudeville en trois actes des frères Cogniard et d'Éléonore Tenaille de Vaulabelle ;
- Les Enragés, tableau-vaudeville en un acte de Nicolas Brazier et Armand d'Artois ;
- Bobèche et Galimafré, vaudeville en trois actes des frères Cogniard
- Les Enfants de troupe, comédie en deux actes de Bayard et d'Edmond de Biéville ;
- English importations
- Une séparation, ou le Divorce dans la loge, vaudeville en un acte de Frédéric de Courcy et Pierre Carmouche ;
- Le Tourlourou, vaudeville en cinq actes de Charles Varin, Paul de Kock et Desvergers

Il achète à Bouffé une part de la direction du Théâtre du Vaudeville, lui permettant de monter des pièces tout en y jouant, comme Le Méridien et Madame veuve Larifla de Labiche (1849). Il finit par revendre sa part de directeur pour rejoindre le Théâtre des Variétés, où il finit sa carrière. 
Il meurt à Paris le 14 février 1861.